# Geographie Norwegens
Die Geographie Norwegens ist von Gebirgsketten, Hochebenen (z. B. Hardangervidda) und den Fjorden entlang der langen Küste geprägt, der etwa 150.000 Inseln vorgelagert sind. Die gesamte Staatsfläche Norwegens beträgt 385.207 km², wobei auf das skandinavische Festland 323.810, die Inselgruppe Svalbard 61.022 und die Insel Jan Mayen 377 km² entfallen.

## Ausdehnung und Grenzen
Norwegen liegt im westlichen und nördlichen Bereich der Skandinavischen Halbinsel. Das Staatsgebiet des Königreiches umfasst eine Fläche von 385.207 km². Zum Königreich Norwegen gehören neben dem kontinentalen „Hauptland“ (norwegisch: Hovedland) die im Nordatlantik beziehungsweise im Nordpolarmeer gelegene Inselgruppe Spitzbergen (Svalbard) mit der Bäreninsel (Bjørnøya) sowie die Insel Jan Mayen. Ohne die Inselgruppe Spitzbergen und Jan Mayen ist das Hauptland 323.810 km² groß.
Das Hauptland ist lang und schmal und hat zudem eine sehr lange Küstenlinie. Die Breite des norwegischen Hauptlandes variiert zwischen 431 und 1,7 km. Die Längenausdehnung beträgt zwischen Lindesnes im Süden (57° 58′) und dem nördlichsten Festlandspunkt Kinnarodden (71° 08ʹ) in Luftlinie etwa 1748 km.
Das Kap Kinnarodden stellt zugleich den nördlichsten Punkt des europäischen Festlandes dar. Sowohl im Norden als auch Süden gibt es Inseln, die dem nördlichsten beziehungsweise südlichsten Punkt vorgelagert sind. Als westlichster Punkt des Festlandes gilt die Landspitze Vardetangen in der Gemeinde Austrheim (4° 55' östlicher Länge), als östlichster gilt die Landspitze Kibergneset (31° 3' östlicher Länge) in der Provinz Finnmark. Auch hier sind Inseln diesen Punkten vorgelagert. Im Westen ist das ein Punkt in der Nähe des Leuchtturms Utvær fyr auf der Insel Utvær, im Osten Norwegens ist es die Insel Hornøya.

### Grenzen
Norwegens Landgrenze erreicht insgesamt eine Länge von ungefähr 2564 km. Die Grenze zu Schweden im Osten ist etwa 1630 km lang, die finnisch-norwegische 736 km und die Grenze zu Russland 198 km. Im Norden, Westen und Süden ist das Land von Meer umgeben, wobei sich im Nordosten die Barentssee, im Nordwesten das Europäische Nordmeer, im Westen und Südwesten die Nordsee und im Südosten mit dem Skagerrak die Verbindung zwischen der Nord- und Ostsee befindet.

### Ferne Inseln und abhängige Gebiete
Neben dem norwegischen Hauptland (norwegisch: Hovedland) gehören zum Königreich Norwegen auch die im Nordpolarmeer gelegene Inselgruppe Spitzbergen und die Insel Jan Mayen. Gebiete, die unter norwegischer Verwaltung stehen, aber nicht ins Königreich Norwegen eingehen, werden im Norwegischen als Biland bezeichnet. Zu diesen gehört die unbewohnte Bouvetinsel (norwegisch: Bouvetøya) im Südatlantik. Des Weiteren werden die Peter-I.-Insel (Peter I Øy) im Südpolarmeer und das Königin-Maud-Land (Dronning Maud Land), ein Sektor des antarktischen Kontinents zwischen 20° West und 45° Ost, von Norwegen beansprucht. Diese abhängigen Gebiete werden in einem 1930 verabschiedeten Gesetz, welches auch als Bilandsloven bezeichnet wird, geregelt. Die Hoheit über die als Biland eingestuften Gegenden kann im Gegensatz zu den zum Königreich gehörenden Regionen ohne eine Änderung der Verfassung aufgegeben werden.
Das Königin-Maud-Land wurde ab 1929 bei norwegischen Expeditionen erkundet, wodurch sich im Januar 1939 Norwegens territoriale Forderung begründete. Mit der Annexion sollte unter anderem der norwegische Walfang in der Region gesichert werden. Von 1957 bis 1960 betrieb Norwegen die Forschungsstation Norway Station im Königin-Maud-Land, anschließend wurde die Forschungsaktivität auf Seiten der Norweger größtenteils eingestellt. In den 1970er-Jahren begann das Norwegische Polarinstitut erneut im Gebiet zu forschen und während der neunten norwegischen Antarktisexpedition von 1989 bis 1990 wurde dort schließlich die Forschungsstation Troll errichtet.

## Landschaftsgliederung
Norwegen gehört zu den am dünnsten besiedelten Ländern Europas. In der Flächenstatistik des Jahres 2020 wurden nur 1,7 % der Gesamtfläche als bebautes Gebiet ausgewiesen. Weitere 3,5 % galten als landwirtschaftlich genutzte Fläche. Diese Gebiete werden im Norwegischen auch als Innmark (die inneren Marken) bezeichnet. 37,4 % galten als Waldgebiet und über 50 % des Gesamtareals wurde als Gebirge, Hochebene oder Moorfläche eingestuft, weitere 7 % als Gewässer oder Gletscher. Diese werden im Norwegischen als Utmark (die äußeren Marken) bezeichnet. Etwa 20 % des norwegischen Hauptlandes liegen auf einer Höhe von mindestens 900 moh. Weitere 19,5 % liegen auf mindestens 600 moh., der Anteil der Fläche unter 300 moh. beträgt 31,7 %.

### Geologie
Der Untergrund Norwegens wird grob in vier Bereiche unterteilt. So umfasst der Baltische Schild das während der Zeit des Präkambriums entstandene norwegische Grundgebirge. In der Gemeinde Sør-Varanger werden die ältesten Gesteine des Landes mit einem Alter von bis zu 2900 Millionen Jahre angegeben. Ein weiterer Bereich ist der zum Ende der Periode Silur entstandene kaledonische Gebirgsgürtel. Vor allem in den Regionen Vestlandet und Trøndelag liegt ein während der geochronologischen Periode Devon geschaffener Untergrund vor. Der vierte Bereich ist der Oslograben (norwegisch Oslofeltet), der der jüngste der vier Hauptbereiche ist.
Die Oberflächenmodellierung geschah vor allem durch die Vergletscherung in den Kaltzeiten. Die Gletscher verstärkten die Erosion und schufen unter anderem u-förmige Trogtäler und an der Küste wurden Flusstäler zu Fjorden vertieft. Ebenfalls durch Gletscher oder Eisschilde entstanden viele Binnenseen, sie sind also Fjordseen.

### Küste
Norwegen hat eine lange Küste, die von Fjorden und Inseln geprägt ist. Etwa 80 % der norwegischen Bevölkerung leben weniger als zehn Kilometer vom Meer entfernt. In Folge der 2020 abgeschlossenen Zusammenlegung mehrerer Provinzen verblieb mit Innlandet nur ein Fylke ohne Meereszugang. Die Küstengebiete sind durch verschiedene Faktoren geprägt und unterscheiden sich regional. Große Teile der Küsten sind felsig, teilweise gibt es steil abfallende Klippen wie am Nordkap. An geschützteren Stellen gibt es etwas Sandstrand, so etwa im Fylke Rogaland. In einigen Küstenabschnitten gibt es außer den hoch aus dem Wasser ragenden Inseln felsige Schären, die sich kaum über die Wellen erheben.

#### Fjorde

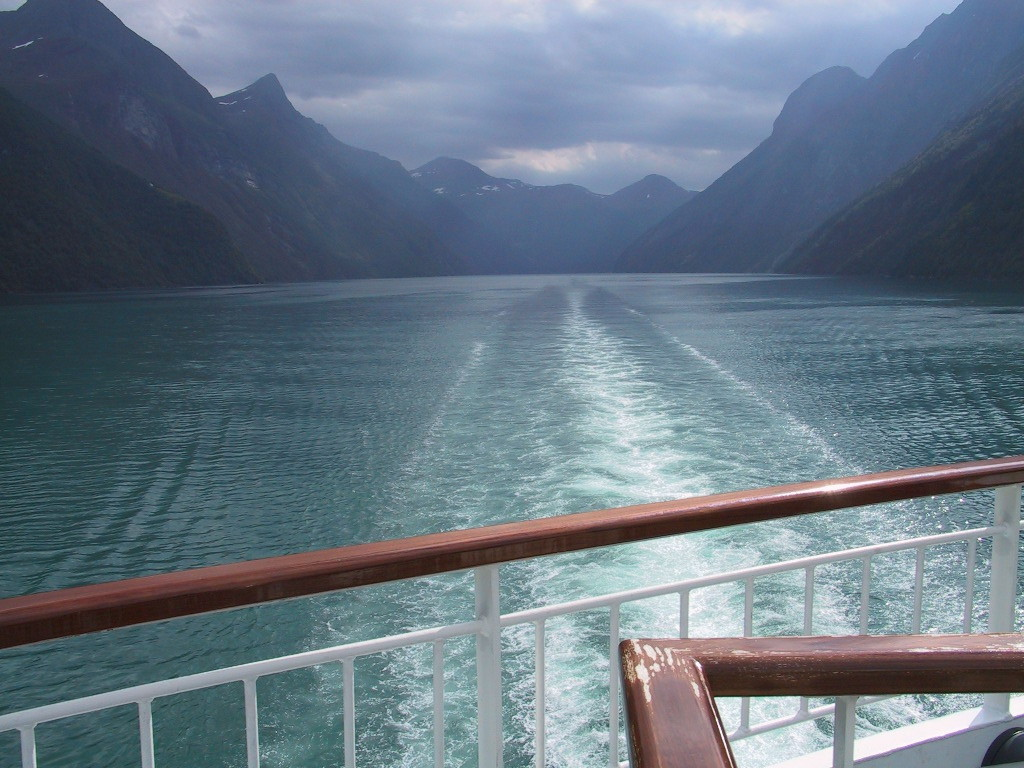
Geirangerfjord in Norwegen

Entlang der Küste schneiden sich zahlreiche Fjorde zum Teil weit in das Landesinnere ein, womit auch dort noch Meerwasser vorzufinden ist. Der etwa 200 km lange Sognefjord im Fylke Vestland ist der längste und tiefste Fjord Norwegens. Es folgen der Hardangerfjord mit etwa 180 und der Trondheimfjord mit etwa 130 km. Diese drei Fjorde liegen an der Westküste Norwegens, im Südosten etwa liegt der Oslofjord, dessen Umgebung die am dichtesten besiedelte Region des Landes darstellt. Die Küstenlinie des Festlandes hat eine Länge von etwa 29.000 km. Werden die Küstenlinien der Inseln mitgezählt, erreicht die Küste des Hauptlandes eine Länge von über 100.000 km. Die Grundlinie der Küste ohne die Fjorde und Inseln ist hingegen nur etwa 2500 km lang.
Die beiden Fjorde Geirangerfjord und Nærøyfjord wurden in die UNESCO-Welterbe-Liste aufgenommen. In der Begründung wurde aufgeführt, dass sie archetypische Fjordlandschaften seien.

#### Gezeiten

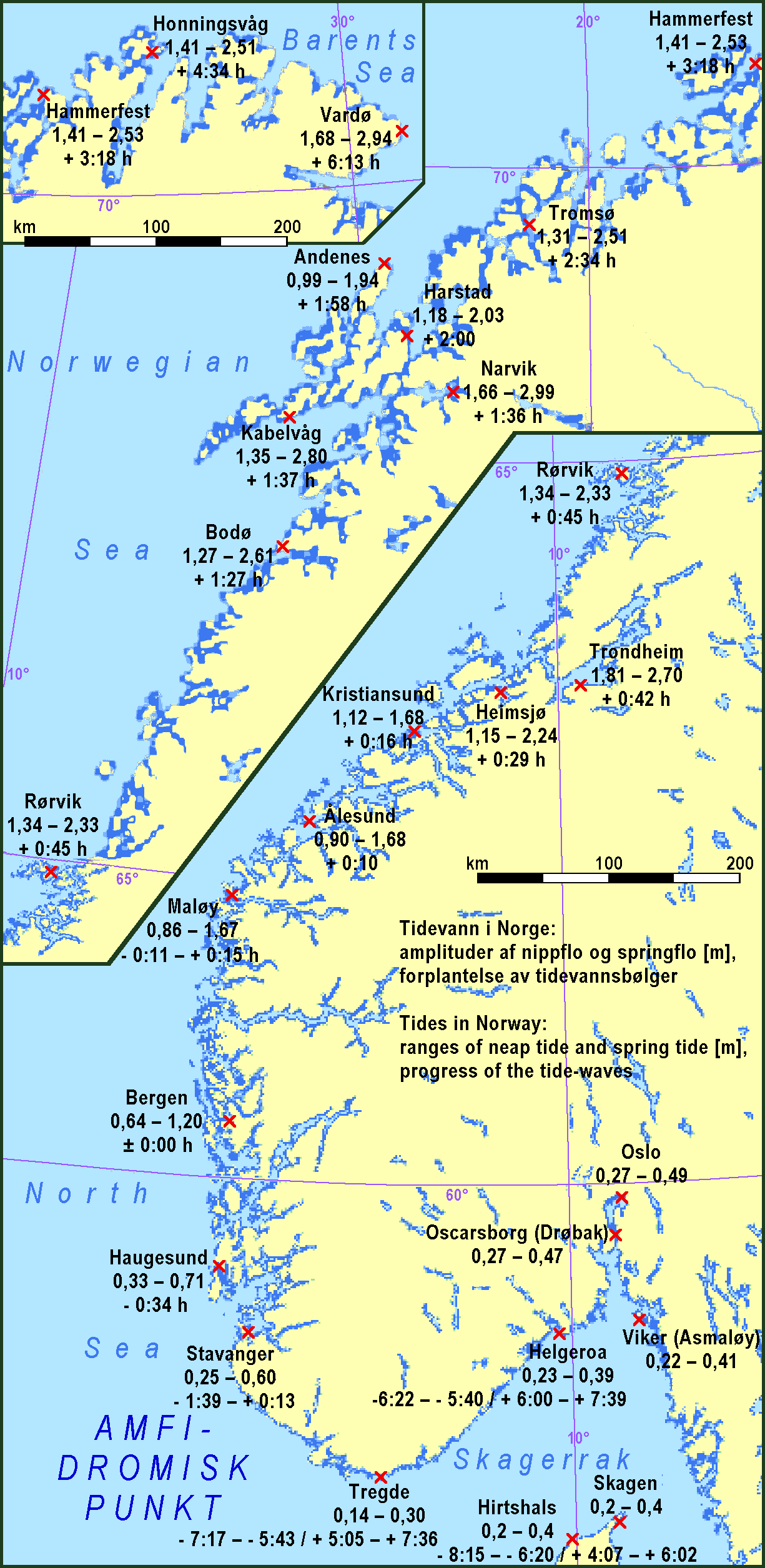
Tidenhübe und Chronologie der Gezeitenwellen an der norwegischen Küste (+ … [h] = Tideneintritt nach Bergen)

Das Verhalten der Gezeiten ist unterschiedlich zu dem an den südlichen und westlichen Küsten der Nordsee. Westlich der südwestnorwegischen Stadt Egersund liegt ein Amphidromiezentrum, weshalb es dort keinen Tidenhub gibt. Das Zentrum ist eines von insgesamt dreien in der Nordsee. Wegen des Amphidromiezentrums ist auch an der nahe gelegenen Südost- und Südwestküste Norwegens, also in der Region Jæren, der Tidenhub vergleichsweise gering. Auch am Skagerrak im Südosten Norwegens ist die Situation ähnlich. Weiter von diesem Zentrum entfernt, also an der nördlicheren Westküste, ist der Tidenhub hingegen größer. Ab etwa Stavanger steigt der Unterschied gleichmäßig an, in weiter nördlicheren Abschnitten bleibt er über längere Strecken gleich. Etwa ab der Höhe von Stad werden die Gezeiten vom Atlantik geprägt und eine Kelvinwelle breitet sich in den Norden aus.
Im Norden der Inselgruppe Lofoten ist der Unterschied zwischen den Gezeiten kleiner als südlich davon. Grund hierfür ist, dass die Inseln die Welle bremsen. Im Nordosten Norwegens wird der Tidenhub wieder größer. Von Tromsø bis Berlevåg nimmt der Tidenhub kaum zu, weiter östlich Richtung Varangerfjord steigt er weiter leicht an. Während der Tidenhub in Mandal an der Südküste 0,5 m beträgt, liegt er in Vadsø an der Nordostküste bei etwa 3,97 m.

#### Inseln
Norwegen ist von zahlreichen Inseln umgeben, deren Anzahl je nach Genauigkeit der Berechnung variiert. Eine Auswertung der norwegischen Kartografie- und Katasterbehörde (Kartverket) aus dem Jahr 2011 ergab, dass rund 239.000 Inseln sowie etwa 81.000 Schären zu Norwegen gehören. Die Behörde wertete dabei alle von Wasser umgebenen Landmassen mit einer Fläche von mindestens 10 m² als Inseln. Landmassen mit einer Fläche zwischen 5 und 10 m² wurden abhängig von ihrer Form entweder als Insel oder Schäre in die Auswertung eingerechnet.
Die größten Inseln des norwegischen Hauptlandes sind Hinnøya (Troms/Nordland) mit 2204 km², Senja (Troms) (1.589 km²) und Langøya (Nordland) (866 km²). Nördlich des Polarkreises liegen die beiden Inselgruppen Lofoten und Vesterålen.

### Gebirge
Nahezu die gesamte Fläche des norwegischen Festlandes wird vom Gebirgszug der Skanden eingenommen. Die höchsten Gipfel des Landes und ganz Skandinaviens liegen im Gebirge Jotunheimen. Als höchster Berg des Landes gilt der Galdhøpiggen mit einer Höhe von 2469 moh., es folgen die Berge Glittertind und Store Skagastølstind. Insgesamt 26 Erhebungen werden mit über 2286 moh. angegeben. Erhebungen von über 2000 moh. finden sich in den Gebirgszügen Jotunheimen, Dovrefjell, Rondane, Breheimen und Reinheimen. Richtung Norden nimmt die Höhe der Berge ab. Im Königin-Maud-Land ist die höchste Erhebung die Jøkulkyrkja mit 3148 m.

### Gletscher
Es gibt auf dem Gebiet von Norwegen 1627 Gletscher (breen) und 2113 Teilgletscher (bre-enheter), die eine Gesamtfläche von 2609 km² bedecken. Die meisten von ihnen liegen auf der Luvseite der Skanden in der Nähe der Atlantikküste.

## Gewässer

### Seen
17.900 km² der Fläche Norwegens sind Süßwasserseen. Größter Binnensee ist der Mjøsa im östlichen Vorland der Skanden mit einer Fläche von 369,2 km² in der Provinz Innlandet. Es folgen das Røssvatnet (samisch Reevhtse) mit 218,2 km² in Nordland und der Femunden mit einer Fläche von 203,4 km² in den Provinzen Innlandet und Trøndelag. Tiefster See des norwegischen Hauptlandes ist das Hornindalsvatnet in Vestland mit einer Tiefe von 514 Metern. Bei dem See handelt es sich um einen vom Nordfjord abgetrennten See. Hier folgen der Mjøsa mit 468 Metern und das Salvatnet in Trøndelag mit 464 Metern auf den weiteren Plätzen.
Die Kommune mit dem relativ höchsten Seeanteil an der Gesamtgröße ist Hole. 30 % der Gemeindefläche ist von Seen bedeckt. Die absolut größte Seefläche liegt in der größten Kommune des Landes, dem nordnorwegischen Kautokeino. Die Seefläche beträgt dort rund 704 km². In Norwegens flächenmäßig kleinster Kommune Kvitsøy sind nur 0,01 km² von Seen bedeckt.

### Flüsse
Die längsten Flüsse Norwegens sind die Glomma, die Tana und die Pasvikelva. Die Glomma ist etwa 620 km lang und mündet bei Fredrikstad in den Oslofjord. Das Einzugsgebiet des Flusses macht über 12 Prozent der Fläche des norwegischen Festlandes aus. Ein kleiner Teil seiner Zuflüsse kommt aus Schweden.
Die Einzugsgebiete der Gewässersysteme im Süden und Norden Norwegens sind im Schnitt größer als die im Westen und in der Region Trøndelag. Im Vergleich mit anderen europäischen Ländern sind die Einzugsgebiete in allen Bereichen des Landes meist verhältnismäßig klein. Grund hierfür ist, dass die höchsten Erhebungen der Skandinavischen Halbinsel im Westen nahe der Atlantikküste vorzufinden sind und somit auch die Hauptwasserscheide nahe an der Westküste liegt. Die Flüsse westlich der Wasserscheide sind entsprechend meist kürzer und steiler abfallend als die nach Osten fließenden. In vielen Flüssen befinden sich aufgrund des starken Gefälles hohe Wasserfälle. Der höchste Wasserfall des Landes ist der Vettisfossen.

## Klima
Das Klima Norwegens unterscheidet sich zwischen den verschiedenen Regionen teils stark. Bis auf die kühlgemäßigten Küstenbereiche Südnorwegens liegt der größte Teil des Landes in der kaltgemäßigten Klimazone. Aufgrund seiner Lage am Nordatlantikstrom ist das Klima insgesamt milder als für die gleichen Breitengrade anderer Kontinente. Die Gebirgsklimate der Skanden weisen alpine und nivale Klimate auf, die an die Verhältnisse in den Polargebieten erinnern. Im Küstenbereich südlich der Finnmark, also von Troms bis Oslo, herrscht ein sehr feuchtes Seeklima mit Steigungsregen und deutlich milderen Wintern vor. Die vorwiegend westlichen Winde transportieren warme Luft vom Meer auf das Land.
Weiter im Landesinneren ist das Klima jedoch stärker kontinental geprägt und typisch kaltgemäßigt. Dies ist vor allem der abschirmenden Wirkung des Gebirges geschuldet, da die tatsächliche Distanz zur Küste selbst keinen so großen Unterschied bewirken würde. Im Landesinneren nehmen die Niederschläge ab, die Temperaturen sind im Sommer höher, im Winter dagegen deutlich niedriger. Die Temperaturamplitude ist hier also wesentlich ausgeprägter als jene an der vom Nordatlantikstrom beeinflussten Westküste.
Auch die Niederschlagsmengen hängen stark von den Höhenstufen ab. An der Küste gibt es Orte mit über 3000 mm Niederschlag in einem durchschnittlichen Jahr. Im Osten der Gebirge gibt es hingegen vereinzelt Stellen mit durchschnittlichen Niederschlagsmengen von unter 300 mm im Jahr.
Die globale Erwärmung führt auch in Norwegen zu steigenden Temperaturen. Das Jahr 2020 gilt als das bis dahin wärmste gemessene Jahr. Im Vergleich zum Durchschnitt aus den Jahren 1961 bis 1990 lag die Jahresmitteltemperatur um 2,4 °C höher. Auf Spitzbergen lag der Wert im Vergleich zum Zeitraum 1961 bis 1990 um 3,3 °C höher. Im Zeitraum von 1900 bis 2020 stieg zudem der durchschnittliche Jahresniederschlag um zirka 20 % an. Aufgrund der Änderungen wird davon ausgegangen, dass in Zukunft unter anderem mehr Überschwemmungen und Erdrutsche zu erwarten sind.

## Verwaltungsgliederung
Das norwegische Hauptland ist seit dem 1. Januar 2024 in 15 Provinzen (Fylker) eingeteilt, die traditionell in fünf Landesteile (landsdel) zusammengefasst werden. Bis auf Oslo sind alle Fylker in mehrere Kommunen unterteilt. Zwischen 2020 und 2023 lag die Anzahl bei elf Fylkern, im Jahr 2017 noch bei 19.
| Wappen | Fylke           | Einwohner 1. Januar 2025 | Fläche (km²) | Anzahl an Kommunen | Landesteil |
| ------ | --------------- | ------------------------ | ------------ | ------------------ | ---------- |
|        | Agder           | 322.188                  | 16.434       | 25                 | Sørlandet  |
|        | Akershus        | 740.680                  | 5894         | 21                 | Østlandet  |
|        | Buskerud        | 271.248                  | 14.694       | 18                 | Østlandet  |
|        | Finnmark        | 75.042                   | 48.637       | 18                 | Nord-Norge |
|        | Innlandet       | 377.556                  | 52.072       | 46                 | Østlandet  |
|        | Møre og Romsdal | 272.413                  | 14.356       | 26                 | Vestlandet |
|        | Nordland        | 243.582                  | 38.155       | 41                 | Nord-Norge |
|        | Oslo            | 724.290                  | 454          | 1                  | Østlandet  |
|        | Østfold         | 314.407                  | 4004         | 12                 | Østlandet  |
|        | Rogaland        | 504.496                  | 9377         | 23                 | Vestlandet |
|        | Telemark        | 177.863                  | 15.298       | 17                 | Østlandet  |
|        | Troms           | 170.479                  | 26.189       | 21                 | Nord-Norge |
|        | Trøndelag       | 486.815                  | 42.202       | 38                 | Trøndelag  |
|        | Vestfold        | 258.071                  | 2168         | 6                  | Østlandet  |
|        | Vestland        | 655.210                  | 33.871       | 43                 | Vestlandet |

## Städte und Ballungsräume
Die norwegische Statistikbehörde Statistisk sentralbyrå (SSB) veröffentlicht neben den Einwohnerzahlen für die Kommunen auch Zahlen für sogenannte Tettsteder, also städtische Siedlungen unabhängig von den Gemeindegrenzen. Ein Tettsted hat mindestens 200 Einwohner. Die meisten größeren Tettsteder haben offiziell den Status als Stadt. Teilweise setzt sich ein Tettsted aus mehreren Ansiedlungen mit Stadtstatus zusammen. Im Jahr 2024 lebten insgesamt 83,24 % der norwegischen Bevölkerung in einem Tettsted.
Mit Abstand größter Tettsted des Landes ist das weit über die Grenzen der Kommune Oslo hinausreichende Stadtgebiet von Oslo. Zum 1. Januar 2024 hatte die Kommune Oslo 717.710 Einwohner, beim Tettsted Oslo wurden 1.098.061 Einwohner angegeben. Zum Tettsted Oslo wurden unter anderem noch 129.572 Einwohner der Kommune Bærum sowie 72.368 Einwohner der Kommune Asker gezählt.
Bevölkerungsreichste Tettsteder (Stand: 1. Januar 2024)
| 01 | Oslo                  | Oslo, Akershus, Buskerud     | 1.098.061 | 276,3 |
| 02 | Bergen                | Vestland                     | 272.125   | 91,34 |
| 03 | Stavanger/Sandnes     | Rogaland                     | 239.055   | 80,03 |
| 04 | Trondheim             | Trøndelag                    | 198.777   | 59,35 |
| 05 | Drammen               | Buskerud, Akershus, Vestfold | 124.540   | 52,96 |
| 06 | Fredrikstad/Sarpsborg | Østfold                      | 121.679   | 60,57 |
| 07 | Porsgrunn/Skien       | Telemark                     | 96.695    | 54,2  |
| 08 | Kristiansand          | Agder                        | 67.372    | 24,49 |
| 09 | Tønsberg              | Vestfold                     | 55.939    | 26,54 |
| 10 | Ålesund               | Møre og Romsdal              | 55.684    | 28,93 |